# Guadalupe Mountains
De Guadalupe Mountains zijn een gebergte in het westen van de Amerikaanse staat Texas en in het zuidoosten van New Mexico. Hoogste punt is Guadalupe Peak, die met zijn 2.667 meter tevens de hoogste berg van Texas is. In het gebergte bevinden zich de nationale parken Guadalupe Mountains National Park en Carlsbad Caverns National Park.